# Nicolai Stokholm
Nicolai Stokholm est un footballeur danois, né le 1er avril 1976 à Regstrup au Danemark. Il évolue comme milieu relayeur.

## Sélection nationale
Nicolai Stokholm a connu sa première cape internationale lors d'un match amical remporté (2-0) contre l'Israël le 1er mars 2006 à Tel Aviv.
Après deux sélections en 2006, il effectue son retour en sélection en 2012.

## Palmarès
AB Copenhague
- Vainqueur de la Coupe du Danemark (1) : 1999
- Vainqueur de la Supercoupe du Danemark (1) : 1999

 FC Nordsjælland
- Champion du Danemark (1) : 2012
- Vainqueur de la Coupe du Danemark (2) : 2010, 2011